# رالستونیا
رالستونیا یک باکتری گرم منفی و هوازی است که به صورت میله ای شکل می‌باشد . سرده از پروتئوباکتریا است که قبلاً در سرده ی سودوموناس بود. این نام به افتخار Ericka Ralston باکتری‌شناس آمریکایی گذاشته شده‌است. Ericka Ralston با نام Ericka Barret در سال 1944 در ساراتوگا کالیفرنیا متولد شد و  در سال 2015 در سباستپول کالیفرنیا درگذشت. در حالی که در مقطع تحصیلات تکمیلی در دانشگاه کالیفرنیا در برکلی بود، 20 سویه ی سودوموناس را شناسایی کرد که یک گروه همولوگ فنوتیپی تشکیل می دادند، و آن‌ها را به نام Pseudomonas pickettii ، به یادبود M. J. Pickett در دپارتمان باکتری‌شناسی دانشگاه کالیفرنیا در لس آنجلس، که این سویه‌ها را از او دریافت کرده بود، نامگذاری کرد. سپس P. pickettii به همراه چند گونهٔ دیگر به سردهٔ جدید Ralstonia منتقل شد. او در حالی که از سال 1977 تا بازنشتگی اش در 1996 پروفسور میکروبیولوژی دانشگاه کالیفرنیا در دیویس بود تحقیقات خود روی بیماری زاهای باکتریایی ، تحت نام Ericka Barret ادامه داد.

## استفاده های صنعتی
محققان در UCLA سویه ای از باکتری Ralstonia (R. eutropha H16) را برای تولید ایزوبوتانول از CO2 با استفاده از برق تولید شده توسط سلول‌های خورشیدی، دستکاری ژنتیکی کرده‌اند. این پروژه که توسط U. s. Dept. انرژی تأمین مالی شده‌است، سوخت الکتریکی ای با پتانسیل چگالی الکتریکی بالا است که می‌تواند از زیرساخت‌های موجود به جای نفت به عنوان سوخت حمل و نقل استفاده کند.

## ژنومیک
- پروژهٔ ژنوم رالستونیا (از Genomes OnLine Database)
- تجزیه و تحلیل مقایسه ای ژنوم رالستونیا (در سیستم IMG سازمان حفاظت محیط زیست )

رالستونیا به عنوان آلوده کنندهٔ رایج کیت استخراجی DNA کیت و معرف‌های PCR نیز شناخته شده‌است،که ممکن است منجر به خطا در ظاهر میکروبیاتا یا داده‌های متاژنومیک شود.

## بوم شناسی
رالستونیا در شیر گوزن آبی، گوزن شمالی و بزها شناسایی شده‌است.